# Lysapsus laevis
Lysapsus laevis é uma espécie de anfíbio da família Hylidae. Pode ser encontrada na ?Bolívia, Brasil e Guiana.